# بمبديون إلياني
بمبديون إلياني (الاسم العلمي:Bembidion iliense) هو نوع من الحشرات يتبع جنس البمبديون من فصيلة الخنافس الأرضية.